# Том Страннегор
Том Генніг Страннегор (швед. Tom Henning Strannegård, нар. 29 квітня 2002, Стокгольм, Швеція) — шведський футболіст, півзахисник столичного клуба АІК.

## Ігрова кар'єра
Том Страннегор народився у Стокгольмі. Грати у футбол починав у місцевих клубах на аматорському рівні. У 14-ти річному віці він перейшов до Академії столичного клубу АІК. Ще граючи у нижчих дивізіонах Страннегард привернув до себе увагу скаутів англійського «Челсі». І у 2019 році він у складі лондонського клубу брав участь у турнірі академії імені Леннарта Юганссона, який традиційно проводить клуб АІК.
У листопаді 2019 року Страннегард вперше з'явився в основі АІКа у кубкому матчі. Вже 21 листопада він підписав з клубом трирічний контракт. А в матчах Аллсвенскан півзахисник вперше вийшов на поле влітку 2020 року.
Том Страннегор відмітився своїми виступами у юнацькій збірній Швеції віком для гравців до 15-ти років.